# Адам Бременський
Адам Бременський або Адам з Бремену (нім. Adam von Bremen; перед 1050 — імовірно 12 жовтня 1081/1085) — римо-католицький клірик, північнонімецький хроніст, автор Діянь архієпископів Гамбурзької церкви.

## Біографія
Вважається, що він прибув з верхньої Саксонії. Його звання магістр свідчить про його вищу освіту.
У 1066 р. або 1067 році Адама було запрошено Адальбертом Гамбурзьким до Бременської єпархії. Адам був прийнятий каноніком Бременського кафедрального собору Святого Петра.
Перед 1069 р. він став директором соборної школи (див. «Недільні школи»). Незабаром він почав описувати історію м. Бремена, Гамбурга і північних земель в його праці за назвою «Діяння».
Його посада і місіонерська діяльність Бременської церкви дозволили йому збирати різноманітну інформацію щодо історії і географії північної Німеччини. Перебування при дворі данського короля Свена II Естрідсена надало йому можливість знайти інформацію про історію і географію Данії та Скандинавських країн.
Найвідомішою працею Адама Бременського є «Хроніка архієпископів Гамбурзької церкви» чи «Діяння архієпископів гамбурзької церкви» (лат. «Gesta Hammaburgensis Ecclesiae Pontificum») (бл. 1075 р., 4 книги, латинською мовою) — цінного джерела з історії та культури скандинавських народів та західних слов'ян. Цей твір ґрунтувався на хроніках, монастирських записах та документах з архівів Бременського архієпископства.
Хроніка складається з чотирьох книг, загальним об'ємом близько 200 сторінок друкарського тексту. Основне оповідання містить прозаїчну передмову, а закінчує працю віршований епілог гекзаметром. Перші три книги розповідають про походження саксів, у тому числі про завоювання їх Вендланду та християнізацію Карлом Великим полабських слов'ян, географію східної Німеччини та історію Гамбург-Бременської єпархії, до складу якої входили скандинавські країни, через що він описує географію північної та північно-східної Європи. Четверта книга — це «Опис північних островів» (лат. «Descriptio insularum aquilonis») присвячена географії, людям та звичаям Скандинавії та північних островів, включаючи Вінланд.
Адама Бременського називав «окрасою Півночі» Київську Русь і «суперником Константинополя», його твір є джерелом дослідження зовнішньої політики князя Володимира Святославича, Ярослава Мудрого та їх нащадків, міжнародної політики Київської Русі XI століття.

## Твори
- «Діяння архієпископів Гамбурзької церкви» Передмова [Архівовано 9 лютого 2012 у WebCite], Книга I [Архівовано 9 лютого 2012 у WebCite], Книга II [Архівовано 9 лютого 2012 у WebCite], Книга III [Архівовано 9 лютого 2012 у WebCite], Книга IV [Архівовано 9 лютого 2012 у WebCite]. (рос.)